# Noureddine Tabrha
Noureddine Tabrha (en arabe : نور الدين تبرحة), né en 1967 à Tadjemout dans la wilaya de Biskra au sud des Aurès en Algérie, est un artiste-peintre et sculpteur algérien. Il préside également l'Association des artistes de Biskra.

## Biographie
Natif du sud des Aurès à Tadjmout, ou plus précisément à Felmèche dans la wilaya de Biskra. Il fut autodidacte dès son plus jeune âge. Par la suite, il poursuivi ses études à l'Institut Technologique d'Enseignement en dessin où il fut promut professeur de dessin.

## Parcours associatif
Noureddine Tabrha a occupé le post de président de l'Association des Artistes de Biskra. En 2008, il signale son désarroi lors du déboulonnement des statues qui étaient ornées dans les rues de la ville de Biskra et qui se trouvaient également dans le Jardin London. En 2016, Il participe à la réouverture de la Galerie London à Biskra.

## Philosophie
En 1993, Noureddine Tabrha expose à la salle M'hamed Issiakhem et s'engage à travailler avec d'autres peintres afin d'atteindre de meilleurs résultats dans le domaine artistique. Pour lui, l'art représente un défi, une lutte soumise à des règles strictes, mais aussi une forme de souffrance. Il perçoit l'artiste comme un acteur social responsable, reflet des coulisses de la société humaine. Son expression se construit à travers un dialogue avec des personnages singuliers, qu'il s'agisse d'un cordonnier, d'un flûtiste ou d'un aveugle, selon son état d’âme. Sa langue est la peinture, ses mots sont les couleurs, et ses toiles constituent pour lui une véritable étude sociologique. Peindre est un don nourri par le contact et l'exercice. Il peint avec spontanéité, sans complexité technique, évoluant entre impressionnisme et abstraction. Il ne considère pas l'art comme un métier, mais estime qu'une toile reste un éternel combat. Dans cette démarche, il cherche à préserver son cachet personnel, dans une quête de l'utile et de l'agréable.

## Œuvres artistiques

### Sujets et style
Noureddine Tabrha associe l'art à la mythologie, comme en témoigne son œuvre L'Ouchame (tatouage) et Totem. Il y intègre de nombreux symboles dans ses techniques.

### Expositions collectives et individuelles
Noureddine Tabrha commence à exposer, en individuel et en collectif, dès 1993 dans plusieurs villes d’Algérie. Parmi ses principales expositions figurent :
- 2005 : exposition collective à Sétif[4]; participation à l’exposition organisée pour le 60e anniversaire du 8 mai 1945, aux côtés de Lazhar Hakkar et d’autres peintres[7].
- 2008 : exposition collective à Tipaza[4].
- 2009 : expositions collectives à Alger et à Biskra[4].
- 2010 : participation au Festival artistique de Fès (Maroc)[8].
- 2014 : exposition à la Maison de la Culture Abdelkader Alloula, Tlemcen[2].
- 2016 : exposition avec Lazhar Rahal à la galerie Landon de Biskra, intitulée Washm (tatouage) et visages[9].